# Gan De
Gan De(En chino: 甘德; Wade-Giles: Kan Te, siglo IV a. C.) fue un astrónomo y astrólogo chino nacido en el Estado de Qi, también conocido como el Señor Gan (Gan Gong). Junto con Shi Shen, se le considera la primera persona de la Historia en recopilar un catálogo estelar, precedido por los autores anónimos de los primeros catálogos de estrellas de Babilonia y seguido por el griego Hiparco de Nicea que es la primera persona conocida en la tradición occidental que haya recopilado un catálogo estelar.

## Observaciones
Gan De hizo algunas de las primeras obsevaciones de Júpiter que se conozcan de la historia. Describió el planeta como "muy grande y brillante". En una de sus observaciones de Júpiter, señaló una "pequeña estrella rojiza" cercana a Júpiter. El historiador Xi Zezong afirma que ésta fue una observación a ojo desnudo de Ganímedes en el verano del 365 a. C., mucho antes del célebre descubrimiento del mismo por Galileo Galilei en 1610 (todas y cada una de las cuatro lunas más brillantes son técnicamente visibles a simple vista, pero en la práctica están normalmente ocultas por el brillo de Júpiter). Ocluyendo al mismo Júpiter detrás de una de una rama alta (de árbol) perpendicular al plano de la órbita de los satélites, para evitar que el brillo del planeta los oscurezca, pueden distinguirse las siluetas de una o varias de las lunas de Galileo si las condiciones son favorables. Sin embargo, Gan De informó del color del astro acompañante como rojizo, lo que es desconcertante debido a que las lunas son de un color demasiado tenue para ser observado a simple vista. Shi y Gan hicieron juntos observaciones bastante precisas de los cinco planetas mayores 

### Comparaciones de la periodicidad de los planetas
| Planeta  | Periodo          | Predictiones de Gan y Shi | Cálculos modernos |
| -------- | ---------------- | ------------------------- | ----------------- |
| Júpiter  | período sideral  | 12 años                   | 11.862615 años    |
| Venus    | período sinódico | 587.25 días               | 583.92 días       |
| Mercurio | período sinódico | 136 días                  | 115.88 días       |

### Comparaciones celestiales
Shi Shen y Gan De dividieron la esfera celeste en 365¼º, ya que un año tropical tiene 365¼ días. En la época, la mayoría de los astrónomos antiguos adoptaban la división de Babilonia en la que la esfera celeste está dividida en 360°

## Libros
Como un primer intento de documentar el cielo durante el Periodo de los Reinos Combatientes, el trabajo de Gan De era de un alto valor científico. Gang escribió dos libros: el Tratado de Júpiter y el Tratado de astrología astronómica (este último en 8 tomos), que se han perdido. Gan De también escribió las Observaciones astronómicas de estrellas (天文星占, Tianwen xingzhan).

Puede ser visto en las citas de Shiji (tomo 27) y Hanshu (tomo 26), pero se conservó principalmente en el Tratado de astrología de la era Kaiyuan.

En 1973, un catálogo similar hecho por él y por Shi Shen fue descubierto en Mawangdui. Fue organizado bajo el nombre de Adivinación de los cinco planetas. Este incluye el movimiento de Júpiter, Saturno, Venus y otros planetas en sus órbitas entre 246 a. C. y 177 d. C.